# La Grande Aventure
Pour plus de détails, voir Fiche technique et Distribution.
La Grande Aventure (Det stora äventyret) est un film semi-documentaire suédois écrit, photographié, monté, interprété, produit et réalisé par Arne Sucksdorff en 1953.

## Synopsis
Quatre saisons dans la campagne et la forêt suédoises. Du côté des animaux. Du côté des hommes aussi.

## Fiche technique
- Réalisateur, scénariste, directeur de la photo, monteur et producteur : Arne Sucksdorff
- Commentaire de la version française : René Barjavel
- Production : Arne Sucksdorff Filmproduktion
- Musique : Lars-Erik Larsson
- Son et directeur de production : Nils Gustaf Örn
- Distribution Sandrew
- Distribution DVD en France : Malavida Films
- Durée : 94 minutes
- Dates de sortie :
  - Suède : 29 septembre 1953
  - France : 22 juin 1955
- Affiche : Jacques Bonneaud (France)

## Distribution
- Voix de Gunnar Sjöberg : le narrateur suédois
- Voix de Michel Droit : le narrateur de la version française
- Anders Nohrberg : Anders
- Kjell Sucksdorff : Kjell
- Holger Stockman : Kvast-Emil
- Arne Sucksdorff : le père
- Amanda Haglung : la grand-mère
- Annika Ekedahl : Annika
- Aina Fritzell : le professeur

## Production
Le réalisateur tourne près de 80 000 m de pellicule en restant caché dans la nature des journées entières, pour finalement n'en conserver que 2 585 m au montage définitif.

## Distinctions
Le film a été présenté en sélection officielle en compétition au Festival de Cannes 1954.